# 弗里德里希·劳恩
弗里德里希·奥古斯特·舒尔策（德語：Friedrich August Schulze；1770年6月1日—1849年9月4日）是一位德国小说家，笔名弗里德里希·劳恩（Friedrich Laun）。他的第一部小说《赌徒脚上的人》（Der Mann, auf Freiersfüssen；1801年）受到好评。他写了很多卷书，并与奥古斯特·阿佩尔一起编辑了鬼故事选集《鬼故事集》。托马斯·德昆西将劳恩的几个故事翻译成英文，他指出劳恩的故事“非常受欢迎”，并认为“劳恩不详尽的叙述是所谓乐趣的宝库”。